# Arantzazu
Arantzazu város Spanyolországban,  Bizkaia tartományban. Arantzazu Igorre, Dima, Artea, Zeberio, Zeanuri és Areatza községekkel határos. Lakosainak száma 394 fő (2024).

## Népesség
A település lakosságának változását az alábbi diagram mutatja:
| Lakosok száma | 290  | 279  | 305  | 305  | 360  | 380  | 411  | 395  | 401  | 394  |
|               | 2001 | 2004 | 2007 | 2009 | 2012 | 2014 | 2017 | 2019 | 2022 | 2024 |